# جون ماندفيل
جون ماندفيل (بالإنجليزية: John Mandeville)‏ (و. 1300 – 1372 م) هو كاتب من مملكة إنجلترا .
توفي في لييج .

## أعمال بارزة
من أهم أعماله:
- The Travels of Sir John Mandeville.

## روابط خارجية
- جون ماندفيل على موقع الموسوعة البريطانية (الإنجليزية)